# Ercole Gaibara
Ercole Gaibara detto "del Violino" (1620 – 1690) è stato un violinista italiano attivo a Bologna durante la prima metà del XVII secolo.

## Biografia
Sulla sua vita sono pervenute poche informazioni, tranne che fu un violinista e compositore molto famoso del suo tempo, soprannominato ‘del Violino’ dai suoi allievi. Successe a Alfonso Pagani come violinista nel Concerto Palatino. 
Marc Pincherle considera Gaibara il vero fondatore della prima Scuola Bolognese di violino, dalla quale emersero  Giovanni Benvenuti, Bartolomeo Laurenti, Leonardo Brugnoli, Arcangelo Corelli e Giuseppe Torelli . 
Gaibara morì nel 1690.